# 존 H. 왓슨

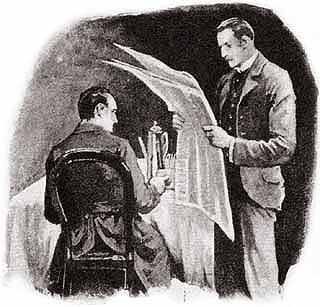

존 H. 왓슨(John H. Watson) (1852년 ~ 1929년)은 아서 코난 도일의 추리 소설 《셜록 홈즈 시리즈》의 등장인물이다. 셜록 홈즈의 친구이자 전기 작가. 홈즈 시리즈의 대부분의 작품은 왓슨이 쓴 것으로 되어있다.